# 911 (numéro d'appel d'urgence)
Pour les articles homonymes, voir 911 (homonymie).
- 112
- 911
- 112 et 911
- Autre numéro ou pas de redirection (voir en:List of emergency telephone numbers)

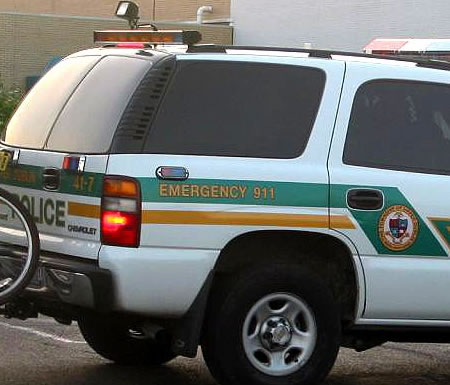
La mention, Emergency 911, inscrite sur le côté d'un véhicule d'urgence, indique que le 911 est un numéro d'urgence.

Utilisation des deux numéros d'appel d'urgence approuvés par l'Union internationale des télécommunications dans le monde :
112
911
112 et 911
Autre numéro ou pas de redirection (voir :en:List of emergency telephone numbers)

Le 911 (prononcé, de manière équivalente, « neuf, un, un » en français canadien et nine one one en anglais) est un numéro d'appel d'urgence nord-américain depuis 1968. Il fait partie du plan de numérotation nord-américain et est l'un des huit codes N11,.
En 2020, il est appelé environ 650 000 fois par jour aux États-Unis.